# 1986-os magyar vívóbajnokság
Az 1986-os magyar vívóbajnokság a nyolcvanegyedik magyar bajnokság volt. A férfi tőrbajnokságot június 8-án rendezték meg, a párbajtőrbajnokságot június 9-én, a kardbajnokságot június 7-én, a női tőrbajnokságot pedig június 6-án, mindet Budapesten, a Nemzeti Sportcsarnokban.

## Eredmények
| Versenyszám          | Arany                          | Arany | Ezüst                           | Ezüst | Bronz                       | Bronz |
| -------------------- | ------------------------------ | ----- | ------------------------------- | ----- | --------------------------- | ----- |
| Férfi tőrvívás       | Szekeres Pál Újpesti Dózsa     |       | Németh Zsolt Csepel SC          |       | Németh Tamás Csepel SC      |       |
| Férfi párbajtőrvívás | Felföldy Sándor Újpesti Dózsa  |       | Kolczonay István Bp. Honvéd     |       | Bakonyi Tibor Újpesti Dózsa |       |
| Férfi kardvívás      | Fiedler Ferenc BVSC            |       | dr. Gedővári Imre Újpesti Dózsa |       | Szabó Bence Újpesti Dózsa   |       |
| Női tőrvívás         | Stefanek Gertrúd Újpesti Dózsa |       | Hrabina Ágnes Újpesti Dózsa     |       | Tuschák Katalin MTK-VM      |       |